# میخاو ژورافسکی
میخاو ژورافسکی (لهستانی: Michał Żurawski؛ زادهٔ ۲ ژوئیهٔ ۱۹۷۹) بازیگر اهل لهستان است.
از فیلم‌ها یا برنامه‌های تلویزیونی که وی در آن نقش داشته‌است، می‌توان به هیچ ردی باقی نگذار، فرصت دوباره، بدون پنهان‌کاری، خبرچینان، پیت‌بول، خیوکا، صفر، در خوشی و سختی، کربلا، موج جرم و جنایت، دستورالعمل زندگی، تاراس بولبا، فرابنفش، لندنی‌ها، یانوشیک: روایتی واقعی، سلطان، کروک - زمزمه‌های شبانگاهی، قانون حقیقی، در خیابان سپولنی، ماگدا ام.، پدر متیو، من یک قاتلم، در خوشی و سختی، در تاریکی و ورشو ۴۴ اشاره کرد.